# Clinton (Tennessee)
Pour les articles homonymes, voir Clinton.
Clinton est une ville du Tennessee et le siège du comté d'Anderson, aux États-Unis. Elle comptait 9 841 habitants en 2010. Elle est incluse dans la région métropolitaine de Knoxville.

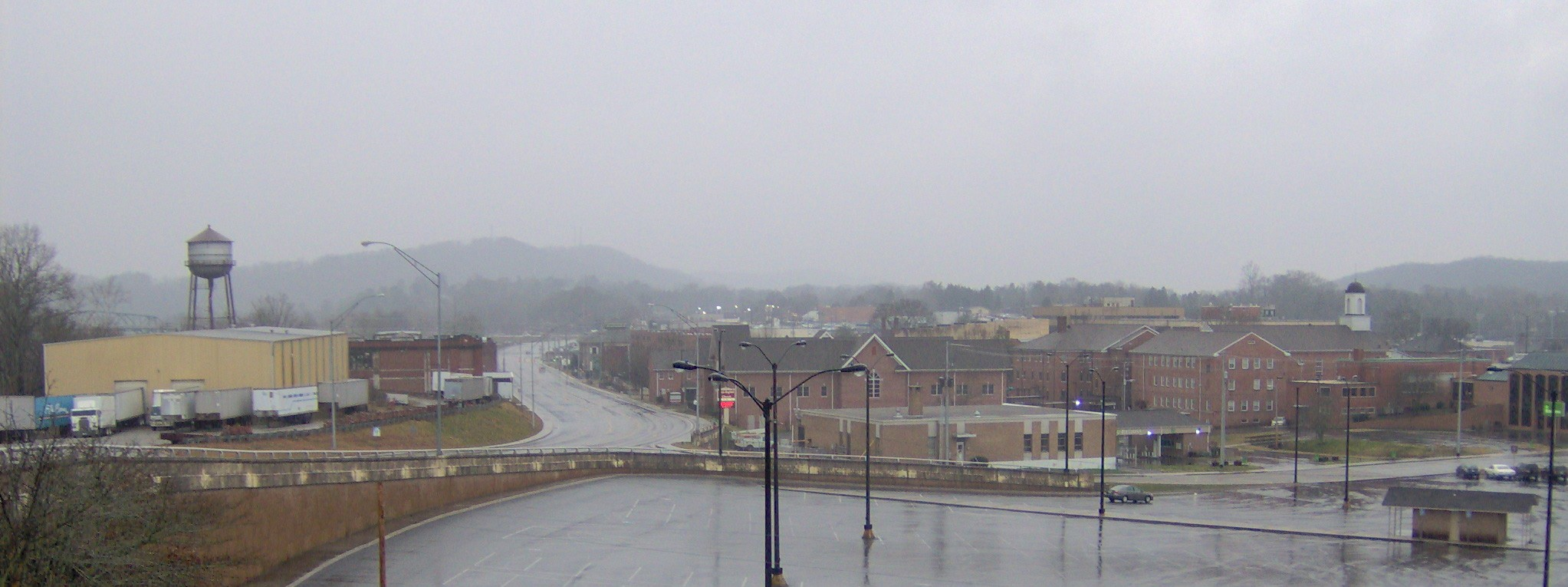
Panorama de Clinton.

## Source
- (en) Cet article est partiellement ou en totalité issu de l’article de Wikipédia en anglais intitulé « Clinton, Tennessee » (voir la liste des auteurs).